# Et pour quelques dollars de plus
Série Trilogie du dollar
Pour une poignée de dollars
(1964) Le Bon, la Brute et le Truand
(1966)
Pour plus de détails, voir Fiche technique et Distribution.
Et pour quelques dollars de plus (Per qualche dollaro in più) est un film réalisé par Sergio Leone en 1965, extrêmement populaire à sa sortie et devenu culte avec le temps. Classé dans le genre western spaghetti, ce film est le deuxième volet de la Trilogie du dollar du réalisateur, qui comprend également Pour une poignée de dollars (Per un pugno di dollari, 1964) et Le Bon, la Brute et le Truand (Il buono, il brutto, il cattivo, 1966).

## Résumé
Dans le Sud-Ouest des États-Unis, à proximité de la frontière mexicaine, deux as de la gâchette pourchassent les criminels dont la tête est mise à prix « mort ou vif » : ce sont des chasseurs de primes.
De l'autre côté de la frontière, un bandit cruel et psychopathe, surnommé « l'Indien » (Gian Maria Volonté), est délivré de sa prison par sa bande. L'évasion est un véritable massacre. Le compagnon de cellule de l'Indien, le directeur de la prison, puis tous les gardiens, sont tués, sauf un qui est épargné afin qu'il raconte ce qu'il a vu.
Sans perdre de temps, l'Indien enlève l'homme qui l'avait livré aux autorités. Il fait tuer sa femme et son fils, avant de l'exécuter lui aussi, dans un simulacre de duel, rythmé par la mélodie d'une montre à gousset. Il annonce ensuite ses plans à sa bande. Ils vont s'attaquer à la banque d'El Paso, connue pour être l'une des mieux gardées de l'Ouest. En prison, il a connu un menuisier — le compagnon de cellule qu'il a tué avant de s'évader — qui lui a raconté que l'argent de la banque est principalement caché, non dans le coffre de la banque, mais dans un meuble qu'il a conçu pour dissimuler un autre coffre.
Deux chasseurs de primes concurrents, le Manchot (Clint Eastwood) et le colonel Douglas Mortimer (Lee Van Cleef), motivés par la prime de 10 000 $ offerte pour la capture de l'Indien, partent chacun de leur côté à sa recherche. Ils se rencontrent par hasard et n'ont au départ aucune sympathie l'un pour l'autre. Ils décident finalement de faire équipe. Leur plan consiste à faire sortir de prison Sancho Perez, un ami de l'Indien, afin de permettre au Manchot, inconnu dans la région, de se faire admettre dans la bande de l'Indien. Le plan d'infiltration se déroule comme prévu.
Le lendemain, la bande de l'Indien attaque la banque d'El Paso pendant que le Manchot et trois membres de la bande sont partis vers Santa Cruz où ils sont chargés de faire diversion en s'attaquant à la banque du lieu. En réalité, le Manchot élimine les trois autres et fait passer un message par télégraphe faisant croire à l'attaque à Santa Cruz.
Mais tout ne se déroule pas comme prévu pour les deux chasseurs de primes. La bande de l'Indien parvient à extirper et emporter le coffre-fort, puis prend la fuite dans les collines. Le Manchot rejoint alors la bande, faisant croire que ses trois compagnons ont été tués par des miliciens à Santa Cruz. La bande se résout à le croire, puis se rend dans le village d'Aguacaliente. Là, le colonel s'insère dans l'équipe en offrant ses services pour ouvrir le coffre et réclame la somme de 5 000 $ pour faire le travail.
Pensant avoir acquis la confiance de l'Indien, les deux chasseurs de primes tentent de faire main basse sur le butin pendant la nuit. Mais ils sont démasqués par l'Indien, plus rusé qu'ils ne le croyaient. Ils sont passés à tabac. Décidé à ne pas partager le magot avec ses acolytes, l'Indien élabore ensuite une mise en scène pour faire croire à une trahison d'un membre visant à faire évader les deux prisonniers. Les bandits se lancent à la recherche du Manchot et du colonel Mortimer. Les deux chasseurs de primes échappés abattent les membres de la bande un à un, jusqu'à la confrontation finale avec l'Indien.
Comme convenu, le Manchot laisse le colonel Mortimer affronter l'Indien en combat singulier. Sorti vainqueur du duel, le colonel Mortimer récupère dans la main de l'Indien la montre de gousset que l'Indien sortait régulièrement pour se bercer au son de sa musique. La scène finale du duel, rythmée par la petite musique des montres dorées, permet de comprendre les motivations réelles du colonel : venger sa sœur qui s'est donné la mort au cours du viol commis par l'Indien, quelques années plus tôt. Le colonel Mortimer se contente de sa vengeance et laisse au Manchot le butin de la banque ainsi que les corps des bandits pour toucher les primes.

## Personnages principaux
- « Le Manchot » (interprété par Clint Eastwood), chasseur de primes anonyme.

- Le colonel Mortimer (interprété par Lee Van Cleef), chasseur de primes lui aussi, s'allie avec le Manchot pour tuer l'Indien et venger la mort de sa sœur.

- « El Indio » ou « l'Indien » (interprété par Gian Maria Volonté), brigand ayant une quinzaine d'hommes sous son commandement, responsable de la mort de la sœur de Mortimer.

- « Niño » (interprété par Mario Brega), le second de l'Indien, un brigand.

- Juan Wild, alias « le Bossu » (interprété par Klaus Kinski), un autre membre du gang.

- Groggy (interprété par Luigi Pistilli), un membre du gang qui tentera de trahir l'Indien.

## Fiche technique
- Titre français : Et pour quelques dollars de plus
- Titre original italien : Per qualche dollaro in più
- Titre espagnol : La muerte tenía un precio (Espagne) ou  Por unos dólares más (Amérique latine)
- Titre anglais : For a few dollars more
- Titre allemand : Für ein paar Dollar mehr
- Réalisation : Sergio Leone, assisté de Tonino Valerii
- Scénario : Sergio Leone, Fulvio Morsella, Luciano Vincenzoni[1] Sergio Donati et Fernando Di Leo[2]
- Production : Arturo Gonzalez, Alberto Grimaldi[2] Alfredo Fraile[2] Pour l'Espagne
- Sociétés de production : Produzioni Europee Associati, Arturo González Producciones Cinematográficas et Constantin Film Produktion
- Société de distribution : United Artists
- Musique : Ennio Morricone
- Photographie : Massimo Dallamano
- Montage : Eugenio Alabiso, Giorgio Serralonga
- Costumes : Carlo Simi
- Budget : ~ 600 000 $ US
- Pays d'origine :  Italie,  Espagne,  Allemagne de l'Ouest
- Langue : italien
- Format : 2,35:1 Techniscope  - Mono - 35mm
- Procédé : Technicolor
- Genre : western européen
- Durée : 126 minutes, 132 minutes (version intégrale)
- Dates de sortie :
  - Italie : 18 décembre 1965 
  - Allemagne de l'Ouest : 25 mars 1966 
  - Espagne : 5 septembre 1966 
  - France : 30 septembre 1966
- Affiches : Macario Gómez Quibus (Espagne), Vanni Tealdi, Jean Mascii (France)

## Distribution
- Clint Eastwood (VF : Jacques Deschamps) : Le Manchot (Monco en VO) / l'homme sans nom (L'uomo senza nome en VO)
- Lee Van Cleef (VF : Georges Atlas) : le colonel Douglas Mortimer
- Gian Maria Volontè (VF : Henry Djanik) : L'Indien (El Indio en VO)
- Mario Brega (VF : Claude Bertrand) : Niño, un membre du gang de l'Indien
- Luigi Pistilli (VF : Raymond Loyer) : Groggy, un membre du gang de l'Indien
- Klaus Kinski (VF : Serge Sauvion) : Juan Wild (le Bossu), membre du gang de l'Indien
- Aldo Sambrell (VF : Claude Joseph) : Cuchillo, un membre du gang de l'Indien
- Benito Stefanelli : Luke, un membre du gang de l'Indien
- Panos Papadopoulos : Sancho Perez, un membre du gang de l'Indien
- Luis Rodríguez : Manuel, un membre du gang de l'Indien
- Mara Krupp (VF : Perrette Pradier) : La patronne de l’hôtel d'El Paso
- Roberto Camardiel (VF : Stéphane Audel) : L'employé à la gare de Tucumcari
- Joseph Egger (VF : Paul Villé) : Le vieux prophète
- Tomás Blanco : Le shérif de Tucumcari
- Lorenzo Robledo : Tomaso, le traître du gang de l'Indien
- Sergio Mendizábal (VF : Michel Gudin) : Le directeur de la banque de Tucumcari
- Dante Maggio (VF : Jean Violette) : Le menuisier en cellule avec l'Indien
- Diana Rabito : La belle fille de Callaway dans la baignoire
- Giovanni Tarallo : Le télégraphiste de Santa Cruz
- Mario Meniconi (VF : Maurice Pierrat) : Le contrôleur du train
- Werner Abrolat (VF : Marc de Georgi) : Slim, un membre du gang de l'Indien (non crédité)
- Eduardo García : Fausto, un membre du gang de l'Indien (non crédité)
- Enrique Santiago : Miguel, un membre du gang de l'Indien (non crédité)
- Antonio Molino Rojo : Frisco, un membre du gang de l'Indien (non crédité)
- Frank Braña (VF : Pierre Collet) : Blackie, un membre du gang de l'Indien (non crédité)
- José Canalejas : Chico, un membre du gang de l'Indien (non crédité)
- Nazzareno Natale : Paco, un membre du gang de l'Indien (non crédité)
- Rosemary Dexter : La sœur du colonel Mortimer (non crédité)
- Peter Lee Lawrence : Le beau-frère de Mortimer (non crédité)
- Kurt Zips (VF : Jacques Ferrière) : Le patron de l’hôtel d'El Paso (non crédité)
- Rafael Lopez Somoza (VF : Jean-Henri Chambois) : Martinez, le client de l'hôtel d'El Paso (non crédité)
- Jesús Guzmán (VF : Jean Berton) : Le passager dans le train (non crédité)
- Carlo Simi (VF : Albert Augier) : Le directeur de la banque d'El Paso (non crédité)
- Ricardo Palacios (VF : Georges Aubert) : Le patron du saloon de Tucumcari (non crédité)
- Guillermo Méndez : Le shérif de White Rocks (non crédité)
- José Marco (VF : Michel Gatineau) : 'Baby' Red Cavanaugh (non crédité)
- José Terrón : Guy Calloway (non crédité)
- Antoñito Ruiz (VF : Pierre Guillermo) : Fernando (non crédité)

## Autour du film
- Le film contient une série de flashbacks de plus en plus longs, sur fond sonore de boîte à musique, dévoilant petit à petit l'événement qui a suscité la soif de vengeance de Mortimer. La fin n'est dévoilée qu'au moment du duel final. Sergio Leone reprend ce procédé dans Il était une fois dans l'Ouest (1968) : la vengeance de la mort d'une sœur devient celle d'un frère et la musique de la montre devient celle d'un harmonica.

- Le premier choix de Sergio Leone dans le rôle de Douglas Mortimer est Henry Fonda, qui refuse. Son choix se porte ensuite sur Charles Bronson, qui refuse également. Ce n'est que plus tard qu'il a songé à Lee Van Cleef, qui s'est illustré dans des rôles de méchants dans les westerns des années 1950[3].

- La scène du duel final contient le fond sonore de la boîte à musique ; un fond sonore de boîte à musique est aussi utilisé dans le duel final du Bon, la Brute et le Truand ainsi que dans le film La Grande Bourgeoise réalisé en 1974 par Mauro Bolognini.

- Le Manchot (Clint Eastwood) s'appelle lui-même Monco dans le film. En italien, monco signifie « manchot ». Cela lui vient de l'habitude de boire et de manger seulement avec sa main gauche, sa main droite restant toujours sous le poncho, agrippée au pistolet.

- Clint Eastwood porte le même poncho que dans Pour une poignée de dollars. Dans ce film, il était percé par sept balles de carabine. Dans Et pour quelques dollars de plus, l'avant du poncho est à l'arrière et les traces de balles sont visibles dans certaines scènes. Dans la fin du film Le bon, la brute et le truand, près du cimetière de Sad Hill, il prend ce poncho d'un cadavre de soldat.

- Lors du duel final, Clint Eastwood a un fusil Henry.

- La plupart des scènes sont tournées à Almeria, en Espagne, d'avril à juin 1965.

- Le film rapporte plus de quinze millions de dollars aux États-Unis.

- Le scénario fait l'objet d'une novélisation sous le même titre par Joe Millard (Série noire no 1228).

- Il existe une version longue, parue dans un coffret “steelbook” La trilogie du dollar, sortie en 2010.

## Sortie et accueil

### Sortie du film et box-office
Sorti dans les salles italiennes le 30 décembre 1965, le film enregistre 14 543 161 entrées soit 3 492 268 000 lires de recettes (soit l'équivalent de 5 millions de dollars), ce qui le place 1er au box-office italien 1965-1966,,,,. En Espagne, où il sort le 17 août 1966, le long-métrage devient le film espagnol le plus rentable de tous les temps avec un montant brut de 272 millions de pesetas, soit 4,53 millions de dollars en 1966.
En France, Et pour quelques dollars de plus sort en salles le 30 septembre 1966, six mois après la sortie de Pour une poignée de dollars. Sorti dans trois salles, le film prend la 17e place du top 30 hebdomadaire avec 42 808 entrées. En deuxième semaine, il gagne cinq salles supplémentaires et totalise 61 497 entrées, pour un cumul de entrées, ce qui lui permet d'intégrer le top 10 (à la 8e place). Le film atteint le million d'entrées en octobre 1968 après avoir totalisé entre 400 000 entrées et 500 000 entrées en 1966 et près de 400 000 entrées en 1967. Lors de sa ressortie à l'été 1972, Et pour quelques dollars de plus connaît une bonne fréquentation avec 700 000 entrées, dont 136 000 spectateurs sur Paris, ce qui lui permet d'atteindre les deux millions d'entrées. Grâce aux ressorties qui ont suivis, notamment en 1976 et 1979, le western passe la barre des quatre millions d'entrées (4 170 929 entrées), ce qui lui permet de se hisser à la septième place du box-office des films sortis en 1966.
Aux États-Unis, le film fait ses débuts le 10 mai 1967, quatre mois après la sortie de Pour une poignée de dollars, et rapporte 5,5 millions $. Au total, le film fait 20 millions $ aux États-Unis et au Canada, et 25,5 millions de dollars au niveau mondial, car en dehors de l'Amérique du Nord, le long-métrage totalise 10 500 000 $ de recettes internationales.

## Dans la culture populaire
- Dans la chanson Pousse au milieu des cactus ma rancœur de l'album Sad Hill, le rappeur Akhenaton place une réplique de la version française du film : « Je suis un créancier très patient. Quand l'échéance est venue, je me fais payer quoi qu'il arrive. » Cet album comporte des références à de nombreux westerns.
- Le cinquante-huitième album de la série de bande dessinée Lucky Luke, Chasseur de primes (1972), s'inspire directement du scénario du film. Le personnage du chasseur de primes Elliot Belt correspond trait pour trait au rôle de Douglas Mortimer, joué par Lee Van Cleef.
- La musique de la boite à musique, objet de la vengeance du colonel, est samplée par Claude Challe dans son titre Les Bains-douches pour l'établissement parisien du même nom, puis utilisée par l'émission de télévision C'est quoi l'amour ? sur TF1.